# Der Gute Kamerad (collection)
Der Gute Kamerad (en français Le Bon Camarade) est une collection illustrée fameuse destinée aux garçons fondée en Allemagne en 1886 par Wilhelm Spemann à Munich. L'équivalent pour les filles était la collection Das Kränzchen.

## Historique
Le premier numéro sort le 1er janvier 1887 et les autres paraissent à un rythme hebdomadaire. L'hebdomadaire illustré comporte différentes rubriques: littérature, feuilleton, sciences, conseils et divers articles. Il remporte très vite un grand succès de diffusion, surtout grâce à ses feuilletons d'aventures qui sont ensuite publiés en recueils reliés cartonnés avec des gravures et des illustrations. Le premier roman d'aventure édité est celui de Karl May Der Sohn der Bärensjägers (Le Fils du chasseur d'ours) qui crée ainsi un nouveau genre de littérature d'aventure dans le monde des Indiens et de la Prairie. D'autres auteurs à succès suivent, comme Johannes Kaltenboeck (sous les pseudonymes de Max Felde, Fritz Holten ou Andries van Straaden), Franz Treller ou Maximilian Kern.
Les feuilletons édités le sont dans la collection du journal intitulée Kamerad-Bibliothek, comme Der Schwarze Mustang de Karl May en 1899, qui est constamment réédité depuis ailleurs. Speemann dirige la maison pendant les douze premières années de son existence et Johannes Kaltenboeck lui succède. Celui-ci fait paraître et écrit aussi des aventures avec des Indiens, ce qui irrite Karl May qui y voit de la concurrence. Der Gute Kamerad paraît sans interruption, jusque l'année scolaire 1943-1944. Il apparaît à nouveau sous une autre forme en 1951 en RFA, jusqu'en 1968.

## Quelques auteurs publiés parDer Gute Kameradavant 1944
Le comte von Bernstorff, Th. Berthold, Fritz Otto Busch, Fritz Daum, Max Felde, Holger Fries, Robert Fuchs-Liska, Paul Grabein, Otfried von Hanstein, Maximilian Kern, Edmund Kiß, C. Matthias, Karl May, Wilhelm von der Mühle, Kurt Remberg, Reinhard Roehle, Otto Rudert, Richard Schott, Andries von Straaden, Franz Treller, Hugo von Waldeyer-Hartz, Ronald Winter.

## Source
- (de) Cet article est partiellement ou en totalité issu de l’article de Wikipédia en allemand intitulé « Der Gute Kamerad » (voir la liste des auteurs).